# Suctobelbella acutodentata
Suctobelbella acutodentata är en kvalsterart som först beskrevs av Hammer 1979.  Suctobelbella acutodentata ingår i släktet Suctobelbella och familjen Suctobelbidae. Inga underarter finns listade i Catalogue of Life.